# Haerin
Haerin (kor. 해린), właśc. Kang Hae-rin (kor. 강해린; ur. 15 maja 2006 w Seulu) – południowokoreańska piosenkarka i modelka. Jest znana przede wszystkim jako członkini południowokoreańskiego girlsbandu NewJeans, utworzonego przez ADOR, jednostkę zależną Hybe.
Ze względu na wyrazistą prezencję sceniczną i charakterystyczny głos bywa uznawana za jedną z najbardziej wyróżniających się członkiń NewJeans. W wieku zaledwie 16 lat zyskała międzynarodowe uznanie jako ambasadorka domu mody Dior oraz występowała na najważniejszych wydarzeniach modowych świata, takich jak Paris Fashion Week i pokaz Diora w Brooklyn Museum.

## Wczesne życie i edukacja
Kang Hae-rin urodziła się 15 maja 2006 roku w Seulu. Jest najstarszym dzieckiem swoich rodziców i ma trzy lata młodszą siostrę. Początkowo uczęszczała do Szkoły Podstawowej Boramae w Seulu, a następnie przeniosła się do Szkoły Podstawowej Kwiin. Uczęszczała także do Gimnazjum Pyeongchon, które jednak opuściła przed ukończeniem. Później zdała państwowe egzaminy kwalifikacyjne na poziomie gimnazjum i liceum, uzyskując odpowiednik świadectwa GED. Haerin zrezygnowała z przystąpienia do egzaminu wstępnego na studia, by skupić się na karierze muzycznej. Przed oficjalnym dołączeniem do Source Music na początku 2020 roku była w trakcie szkolenia w innej agencji.

## Kariera muzyczna

### 2019-2021: Przed debiutem
Haerin rozpoczęła swoją karierę muzyczną szkoleniem w innej agencji, zanim w lutym 2020 roku dołączyła do Source Music, gdzie rozpoczęła przygotowania do debiutu w nowym zespole. W tym samym okresie Source Music prowadziło projekt „Team N”, mający na celu stworzenie nowego girlsbandu. Haerin była jedną z siedmiu dziewczyn, które rywalizowały o miejsce w składzie debiutanckim. W 2021 roku projekt „Team N” został przeniesiony pod zarząd nowo powstałej agencji ADOR, a Haerin kontynuowała przygotowania do debiutu.

### 2022-2023: Debiut zNew JeansiGet Up
Haerin zadebiutowała razem z całym zespołem 22 lipca 2022 roku, gdy grupa bez wcześniejszej promocji wydała swój pierwszy singiel zatytułowany "Attention", wraz z teledyskiem do tego utworu. Po sukcesie debiutanckiego singla ogłoszono wydanie pierwszej EP-ki zespołu, zawierającą cztery utwory, w tym dwa kolejne single.

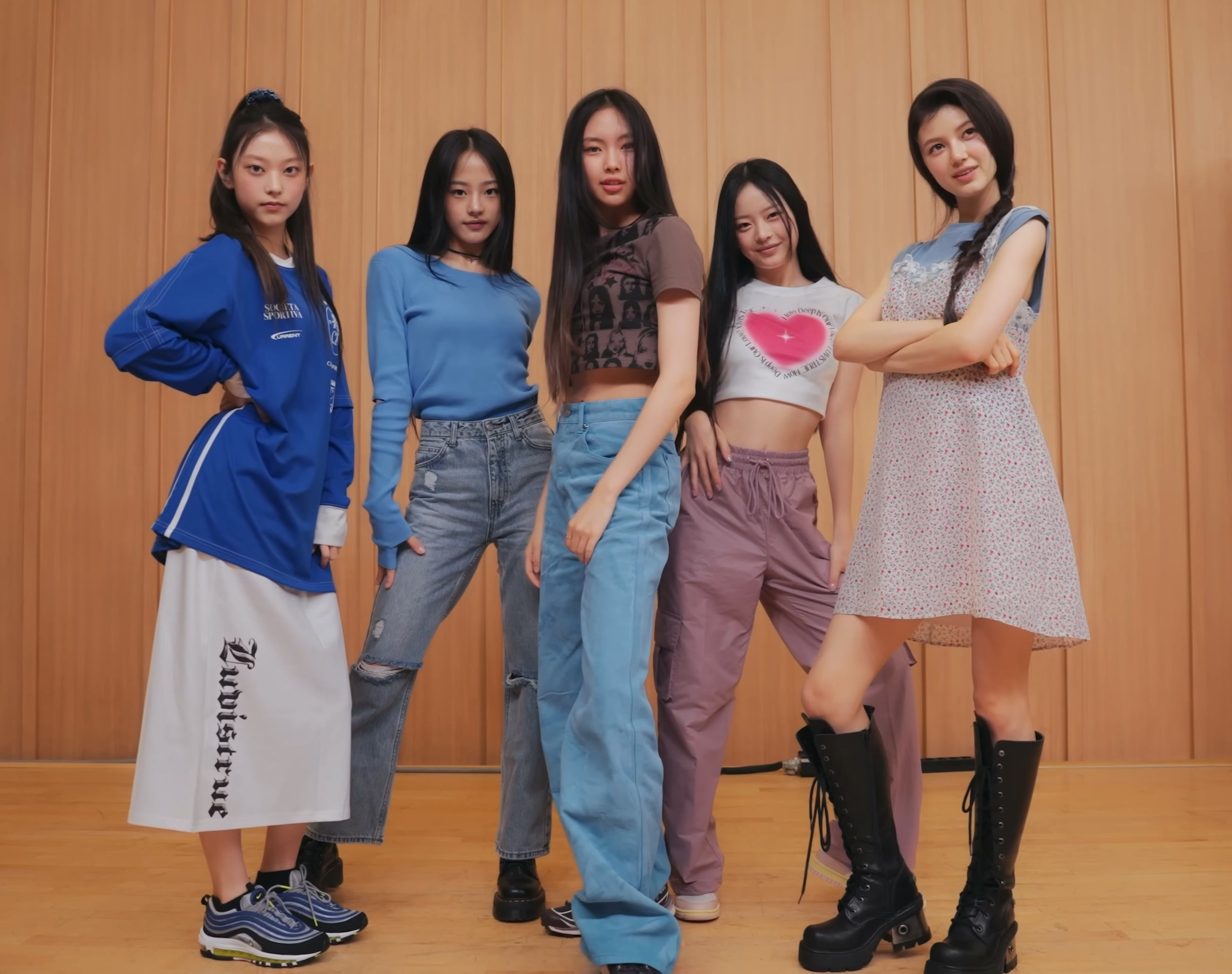
Haerin z resztą zespołu NewJeans w sierpniu 2022 roku

1 sierpnia tego samego roku, wraz z singlem "Cookie", ukazała się debiutancka EP-ka zatytułowana New Jeans, która ustanowiła rekord sprzedaży debiutanckiego wydawnictwa w pierwszym tygodniu i w przedsprzedaży. 1 listopada zespół zdobył nagrodę dla najlepszego nowego artysty na Melon Music Awards 2022.
W grudniu 2022 roku NewJeans wydały singiel "Ditto", promujący pierwszy single album grupy OMG. Utwór odniósł wielki sukces komercyjny, będąc debiutem zespołu na liście Billboard Hot 100, zajmując 82. miejsce oraz na liście UK Singles Chart, zajmując pozycję 95. 2 stycznia 2023 ukazał się single album OMG, sprzedając 800 tysięcy egzemplarzy w przedsprzedaży.
W kwietniu 2023 Haerin została mianowana przez Dior globalną ambasadorką biżuterii oraz domu mody w kategorii urody i mody. Jest pierwszą gwiazdą k-popu, która została mianowana ambasadorką we wszystkich trzech kategoriach.
21 lipca 2023 NewJeans wydały swoją drugą EPkę Get Up, promowaną przez trzy single: "Super Shy", "ETA" oraz "Cool with You". Album dotarł do pierwszego miejsca listy Billboard 200 i sprzedał się w nakładzie 1,65 miliona egzemplarzy w pierwszym tygodniu. Po raz pierwszy w karierze Haerin została wymieniona jako autorka tekstu, za jej wkład w utwór "New Jeans".

### Od 2024: Konflikt z Hybe i dalsza działalność
W 2024 roku NewJeans wydały dwa single albumy, kolejno "How Sweet" w maju oraz "Supernatural" w czerwcu. Zespół zapowiedział również wydanie albumu w drugiej połowie roku i światowej trasy koncertowej w 2025 roku, lecz plany te zostały wstrzymane.
Uczestniczyła w wydarzeniach organizowanych przez Dior, takich jak Paris Fashion Week, czy pokazie kolekcji jesiennej, który odbył się w kwietniu 2024 w Brooklyn Museum. Haerin pojawiła się również na okładkach magazynów takich jak Vogue Hong Kong, czy W Korea.
W kwietniu 2024 roku rozpoczął się spór prawny między Hybe Corporation a Min Hee-jin, producentką wykonawczą NewJeans, który zakończył się odwołaniem Min ze stanowiska CEO ADOR przez zarząd Hybe 27 sierpnia. Członkinie NewJeans publicznie wyraziły poparcie dla Min Hee-jin w trakcie trwającego sporu, m.in. poprzez niespodziewaną transmisję na żywo na YouTube 11 września. W jej trakcie ponownie podkreśliły rolę Min w kształtowaniu tożsamości grupy oraz opisały domniemane nieprawidłowości w zarządzaniu ze strony Hybe, w tym nękanie w miejscu pracy, brak reakcji na składane skargi, wycieki prywatnych informacji oraz usuwanie ich treści z platformy YouTube. Na zakończenie transmisji członkinie postawiły prezesowi Hybe, Bang Si-hyukowi, ultimatum, domagając się przywrócenia Min Hee-jin na stanowisko CEO do 25 września.

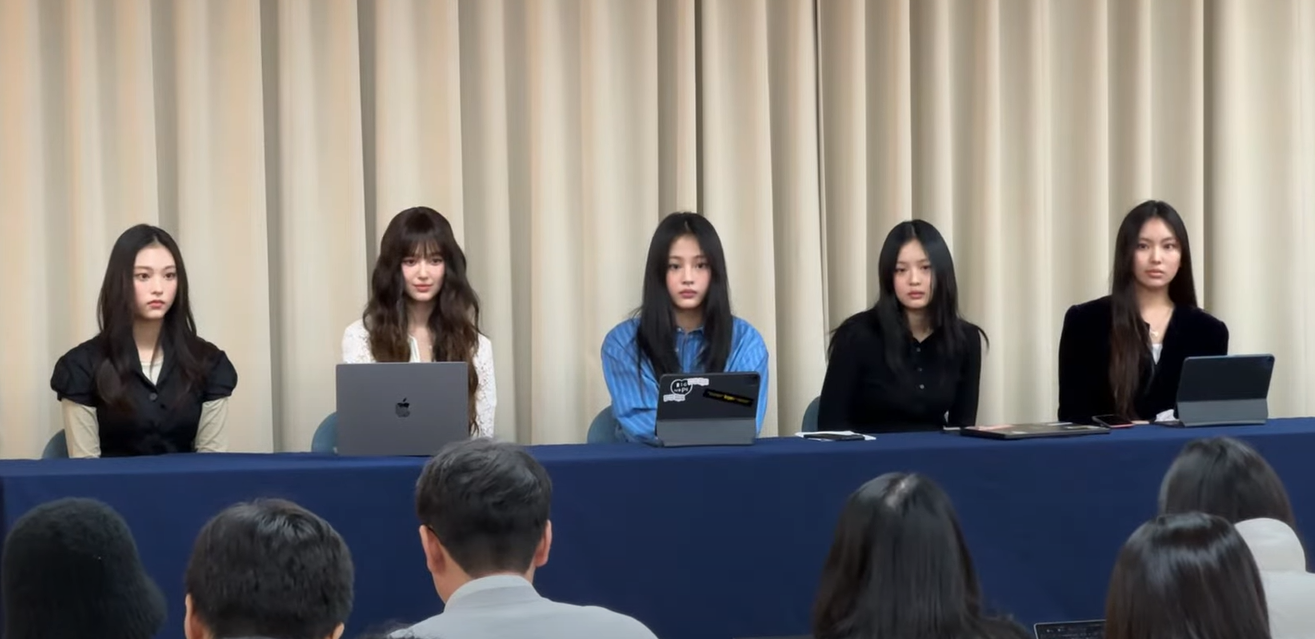
NewJeans na konferencji prasowej 28 listopada 2024 roku

28 listopada, podczas konferencji prasowej, pięć członkiń NewJeans ogłosiło jednostronne rozwiązanie wyłącznego kontraktu z ADOR, argumentując swoją decyzję domniemanymi naruszeniami, które wcześniej zostały zgłoszone firmie. Od 29 listopada członkinie zadeklarowały kontynuowanie działalności niezależnie od Hybe i ADOR, zapowiadając jednocześnie, że "będą walczyć do końca, aby zabezpieczyć swoje prawo do nazwy zespołu".
14 grudnia 2024 roku zespół założył nowe konto na Instagramie o nazwie „jeanzforfree”, niezależne od ADOR. Konto szybko zyskało setki tysięcy obserwujących, a ADOR zagroziło podjęciem działań prawnych w związku z powstaniem konta.
7 lutego 2025 roku, członkinie ogłosiły nową nazwę grupy — "NJZ", zapowiadając jednocześnie swój występ na festiwalu muzycznym ComplexCon w Hongkongu. W międzyczasie ADOR złożyło wniosek o wydanie nakazu sądowego w Sądzie Okręgowym w Seulu, aby uniemożliwić zespołowi samodzielne podpisywanie kontraktów reklamowych do czasu rozwiązania sporu kontraktowego. Dwa dni przed występem ADOR uzyskało nakaz sądowy, zakazujący NJZ prowadzenia działalności niezależnej od wytwórni. Podczas występu na ComplexCon, grupa wykonała nową piosenkę "Pit Stop" oraz ogłosiły zawieszenie działalności na czas nieokreślony. Grupa złożyła sprzeciw wobec nakazu sądowego, lecz sąd podtrzymał decyzję na korzyść ADOR, wobec czego członkinie złożyły apelację.

## Wizerunek medialny
Już po debiucie, Haerin zyskała popularność w Korei Południowej, jak i za granicą, dzięki swojemu talentowi oraz charakterystycznym, przypominającym kocie, rysy twarzy. Cechy te miały duży wpływ na jej publiczny wizerunek i odbiór medialny. Według The Times of India: "Podczas gdy NewJeans przełamuje bariery i redefiniuje standardy, Haerin stoi na czele — jako symbol talentu i stylu."

## Dyskografia
Autorstwo utworów
Informacje o autorach pochodzą z bazy danych Korea Music Copyright Association, chyba że, zaznaczono inaczej.
| Rok  | Wykonawca | Utwór       | Album  | Tekst   | Tekst                                                                  |
| Rok  | Wykonawca | Utwór       | Album  | Autorka | Wraz z                                                                 |
| ---- | --------- | ----------- | ------ | ------- | ---------------------------------------------------------------------- |
| 2024 | NewJeans  | "New Jeans" | Get Up | Tak     | Gigi, Erika de Casier, Fine Glindvad Jensen, Park Jin-su & Frank Scoca |